# M110 SASS
Pour les articles homonymes, voir M110.
 (mai 2018).
Si vous disposez d'ouvrages ou d'articles de référence ou si vous connaissez des sites web de qualité traitant du thème abordé ici, merci de compléter l'article en donnant les références utiles à sa vérifiabilité et en les liant à la section « Notes et références ».

Le M110 Semi Automatic Sniper System (M110 SASS) est un fusil de sniper américain semi-automatique chambré pour la munition OTAN 7,62 × 51 mm. Il est fabriqué par la Knight's Armament Company, développé à partir du Knight's Armament Company SR-25. Il a été adopté par l'armée américaine à la suite de la compétition entre fusils de sniper semi-automatiques organisée en 2005 (XM110 SASR). Le M110 doit être remplacé par le CS110 M110A1, plus léger et plus compact, développé à partir du G28, une variante du Heckler & Koch HK417.

## Présentation
Le système de tireurs d'élite semi-automatique M110 est destiné à remplacer le système d'armes de tireur d'élite M24 utilisé par les tireurs d'élite, les observateurs, les tireurs d'élite désignés ou les tireurs d'élite avancés de l'armée des États-Unis. Cependant, l'armée américaine a toujours acquis des M24 de Remington jusqu'en février 2010. Après avoir été témoin des effets des tireurs d'élite USSOCOM et des nombreux rapports après action des tireurs d'élite des SOF sur tout le théâtre des opérations irakien, l'armée américaine a organisé un concours impliquant plusieurs modèles, y compris des fusils de Knight's Armament Company, Remington et DPMS Panther Arms. [Citation nécessaire] Le 28 septembre 2005, le fusil Knight's Armament Co. a remporté le concours et a été choisi pour être le fournisseur du système de tireurs d'élite semi-automatique M110. Le XM110 a subi des tests opérationnels finaux en mai et juin 2007 à Fort Drum, New York, par un mélange de soldats des forces spéciales et de soldats entraînés par des tireurs d'élite de la 10e division de montagne. En avril 2008, les soldats de l'armée américaine de la Force opérationnelle Fury en Afghanistan ont été les premiers dans une zone de combat à recevoir le M110. Les troupes ont donné une note très élevée à l'arme, notant la qualité de l'arme et ses capacités semi-automatiques par rapport au M24 à verrou. Le Corps des Marines des États-Unis adoptera également le M110 pour remplacer certains M39 et tous les Mk 11 en complément du M40A5. Il est fabriqué par Knight's Armament Company à Titusville, en Floride, bien que le système complet intègre une optique diurne Leupold de 3,5 à 10 × à puissance variable, un bipied pivotant Harris, une vision nocturne AN / PVS-26 ou AN / PVS-10 et des pochettes de chargeurs PALs de origine non encore publiée. [citation nécessaire] La carabine a des caractéristiques ambidextres telles qu'un déclencheur de chargeur double face, un sélecteur de sûreté ambidextre et un arrêtoir de culasse.

## Conception
Le fusil est similaire au SR-25 / Mk 11 Mod 0, mais diffère considérablement dans la conception de la crosse et du système de rail. Les SR-25, Mk 11 Mod 0 et M110 sont basés sur l'AR-10 original développé par Eugene Stoner mais présentent des améliorations supplémentaires mises en place par KAC pour maximiser la similitude des pièces avec la conception AR-15, améliorer la fiabilité de l'arme et augmenter la précision.
Les principales différences entre le Mk 11 et le M110 sont les améliorations suggérées par une réunion d'un groupe d'utilisateurs entre NAVSPECWAR, USASOC et USA en 2007:
Le système de rails utilisé: le RAS flottant KAC sur le Mk 11 est remplacé par un système de rails modulaire URX avec des organes de visée de secours en acier repliable d'une portée pratique de 600 mètres.
La crosse M110: fixe, bien que la plaque de crosse soit réglable en fonction de la longueur de traction pour correspondre aux préférences de l'utilisateur. Le réglage peut être effectué sans outil via un bouton cranté serré à la main sur le côté droit de la crosse. Cette fonctionnalité a été ajoutée lors du passage de XM110 à M110. La crosse fixe comprend également des adaptateurs pour sangle à détachement rapide situées de chaque côté de la crosse près de l'arrière de la partie inférieure de la carcasse.
L'ajout d'un cache-flamme au canon du M110, qui nécessite également un silencieux "Quick Detachment" modifié similaire à celui du Mk 11.
L'utilisation par le M110 du support de lunette monobloc de 30 mm de KAC au lieu de deux colliers de lunette séparés.
Le 12 juin 2008, le M110 était classé n ° 2 parmi les dix meilleures inventions de l'armée américaine en 2007.
Selon les spécifications de performance (MIL-PRF-32316 (AR) avec AMENDEMENT 1, 5 octobre 2009):
3.4.1.1.1 Précision. La distance entre le point d'impact moyen de chaque groupe de tirs, non silencés et silencés, ne doit pas être supérieure à 1,1 pouce à 300 pieds.
3.4.1.1.2 Dispersion. Le rayon moyen (AMR) (voir 6.11) de chaque groupe de tirs ne doit pas être supérieur à 0,68 pouce à 300 pieds. Toutes les cibles doivent être tirées avec des munitions M118LR ou équivalentes, en utilisant cinq groupes de balles.

## Remplacement ou reconfiguration du M110
En avril 2011, l'armée américaine a adressé une demande au secteur privé pour reconfigurer ou remplacer l'actuel fusil de sniper Knight Armament M110 car la version actuelle du M110 ne fonctionnait pas bien sur le terrain nécessitant un entretien et un remplacement importants des pièces. L'armée américaine a répondu à l'article référencé précisant que le fusil fonctionnait parfaitement et qu'elle cherche simplement une version plus petite et plus légère du M110 pour le spotter dans une équipe de tireurs d'élite, à condition que le tireur d'élite soit équipé du nouveau XM2010. "Le spotter aura une arme de soutien de tireur d'élite urbain qui sera le M110.… Maintenant, vous avez augmenté la létalité de l'équipe ..." —Gestionnaire de programme LTC Chris Lehner.
Les spécifications émises par l'armée américaine sont les suivantes :
Fonctionnement: semi-automatique
Calibre: compatible avec les cartouches OTAN 7,62 × 51 mm
Précision: Capable de 1,3 minute de dispersion d'angle ou mieux avec des munitions de match
Taille: La longueur totale doit être réduite à l'aide d'un canon plus court et / ou d'une crosse pliable. La longueur maximale ne doit pas dépasser 39 sans suppresseur. La longueur minimale souhaitée est inférieure à 36 avec le stock effondré.
Poids: le poids doit être inférieur à 9,0 lb pour un fusil non chargé sans optique ni accessoires
Poignée: poignée pistolet modulaire et réglable.
Déclencheur: Un déclencheur de style de match non réglable.
Protège-main: Un avant qui comprend un rail d'horloge fixe de 12 heures avec des rails d'horloge configurables de 3, 6 et 9 heures.
Suppresseur de son: Un suppresseur de son amovible et monté sur la bouche.
Dispositif de bouche: Un compensateur / frein de bouche compatible avec le suppresseur de son.
Bipied: détachement sans outil avec capacité de dévers et de panoramique / piste.
Optique de jour: une optique de jour à puissance variable spécifiée par l'armée et des anneaux compatibles.
Sauvegarde des vues: les vues en fer compensent de 45 degrés par rapport au DOS.
Attache d'élingue: Coupelle affleurante, détachez rapidement les points d'attache de l'élingue.
Autre: Le M110 mis à niveau doit répondre aux exigences opérationnelles et environnementales qui étaient remplies par le M110 SASS d'origine.

## M110A1 CSASS

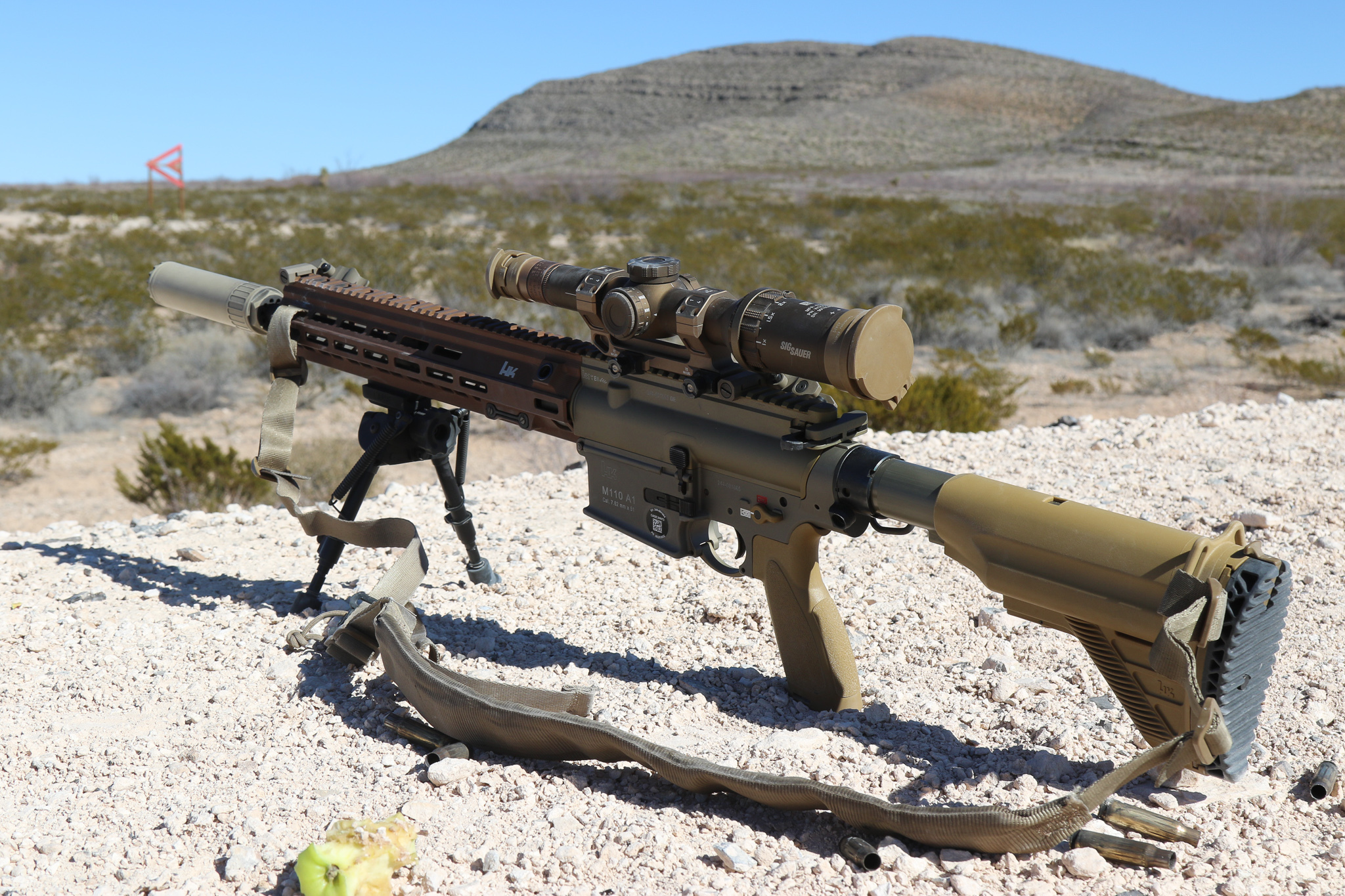
Un M110A1 en 2019.

En juillet 2012, l'armée américaine a demandé des sources pour refabriquer le fusil M110 actuel dans le système de tireurs d'élite compact semi-automatique (CSASS). Le CSASS sera une version plus courte et plus légère du M110 avec une crosse pliable et un suppresseur de flash amovible, lui donnant une longueur totale de 36 pouces (910 mm) et un poids de 9 livres (4,1 kg) à vide. L'armée veut une capacité de convertir 125 fusils par mois, avec la possibilité d'augmenter à 325 par mois. L'armée a officiellement demandé des propositions pour la CSASS en juin 2014.
Le 1er avril 2016, l'armée a annoncé qu'elle avait attribué à Heckler & Koch un contrat d'une valeur maximale de 44,5 millions de dollars en tant que vainqueur du concours pour remplacer le KAC M110. L'arme choisie n'était pas spécifiée, mais il s'agissait probablement du H&K G28; H&K va produire, selon les prévisions d'avril 2022, 3 643 fusils. Un objectif de l'effort était de donner aux tireurs d'élite une arme qui ne "dépassait" pas comme un fusil de tireur d'élite; avec un suppresseur, le M110 mesure 46,5 pouces (1180 mm), 13 pouces (330 mm) de plus que la carabine M4 et 7 pouces (180 mm) de plus que le fusil M16A4. Un minimum de 30 unités CSASS sera utilisé pour les tests de qualification de la production et les tests opérationnels sur 24 mois. H&K a confirmé plus tard qu'un G28 modifié avait en effet été sélectionné comme fusil CSASS. Le G28 est près de 6 cm (2,5 pouces) plus court et 1,3 kg (3 lb) plus léger que le M110 (déchargé et sans suppresseur) et coûte environ 12 000 $ par fusil.  En mai 2018, le Corps des Marines des États-Unis commence à recevoir le CSASS, également pour remplacer le M110. Le 16 avril, l'US Air Force annonce une commande de 1 464 de ces fusils pour équiper les US Air Force Security Forces et ses équipes de recherche et de sauvetage au combat

## M110K1
En novembre 2019, la Marine américaine a commandé un kit de conversion Creedmoor KAC de 6,5 mm pour la mise à niveau du système de tireurs d'élite semi-automatique M110 vers M110K1

## Utilisateurs
- Canada : Canadian Forces
- Colombie
- États-Unis
- Grèce
- Mexique
- Sénégal
- Singapour
- Thaïlande
- Turquie